# Безладова гітара
Безладова гітара — це гітара з грифом без ладів. Як правило, це стандартний інструмент із видаленими ладами, хоча іноді випускаються спеціальні та комерційні безладові гітари. Класичну безладову гітару вперше використав у 1976 році турецький музикант Еркан Огур. Безладові бас-гітари легко доступні та виробляються більшістю великих виробників гітар.
При грі на безладовій гітарі пальці виконавця притискають струну безпосередньо до грифа, як у випадку зі скрипкою, а не до лада, у результаті чого вібруюча струна тягнеться від струнотримача до кінчика пальця, що дає більшу свободу та контроль тональності, але натомість зменшує акустичні характеристики інструмента.

## Техніка гри
Музиканти використовують стандартні гармонії та техніку дванадцяти тонів як основу для отримання тонів, використовуючи безладову гітару. Безладові гітари дають музикантам можливість використовувати чисту інтонацію в будь-якій тональності та режимі, а також досліджувати нові звуки за допомогою мікротональних гармоній і народних мелодій у контексті джазового груву. Детальна стаття про розширену техніку безладової електрогітари, написана британським гітаристом Річем Перксом, опублікувана журнал Music and Practice у 2019 році.
Техніка гри на безладових гітарах відрізняється від ладових:
- Вони вимагають більшої точності положення пальців, тому що положення вузла струни постійно змінюється (встановлюється положенням пальця), а не фіксованим (встановлюється положенням ладу). Як наслідок цього, особливо складно досягти точної гри акордами.
- Резонанс струн зменшується, що вимагає більш сильного щипка або модифікованого підсилення ( знімання ) для досягнення бажаної гучності.
- Гладка поверхня грифа дозволяє грати легато з плавними переходами між нотами

Безладові гітари рідко зустрічаються в більшості видів західної музики і зазвичай обмежуються електрифікованими інструментами через їхню знижену акустичну гучність і сустейн. Безладова бас-гітара знайшла популярність у багатьох формах західної музики, від поп-музики до джазу. Перше використання безладових бас-гітар відноситься до Білла Ваймена на початку 1960-х років.[джерело?]
Як у США, так і в Європі проводяться фестивалі живої безладової гітарної музики. У Нью-Йорку в 2005 році відбувся перший NYC Fretless Guitar Festival. У Нідерландах з 2006 року проходить Dutch Fretless Guitar Festival.

## Дивіться також
- Безладовий бас